# Philodromus lepidus
Philodromus lepidus este o specie de păianjeni din genul Philodromus, familia Philodromidae, descrisă de Blackwall, 1870. Conform Catalogue of Life specia Philodromus lepidus nu are subspecii cunoscute.